# Olaparib
Olaparib es un medicamento indicado para el tratamiento del cáncer de ovario, cáncer de trompa de Falopio o cáncer de mama. Su empleo en estos tumores solo está aprobado en aquellos pacientes con mutaciones BRCA1 o BRCA2 con cáncer de ovario o de mama con enfermedad avanzada, recientemente se aprobó para emplearse en Adyuvancia a pacientes con cáncer de mama precoz de alto riesgo (triple negativo) o (HER2-positivo) con  mutaciones BRCA1 o BRCA2, la cual aporta una mejora estadística y clínicamente significativa de la supervivencia libre de enfermedad invasiva (SLEi) frente a placebo en el contexto del tratamiento adyuvante. Los resultados muestran que olaparib reduce el riesgo de recaída del cáncer de mama invasivo, de la aparición de segundos cánceres invasivos o de muerte por cualquier causa, en un 42%.  El fármaco se vende con el nombre comercial de Lynparza y se presenta en forma de cápsulas para ser administradas por vía oral. El mecanismo de acción es la inhibición de la enzima poli ADP ribosa polimerasa (PARP). El principal efecto secundario es la toxicidad hematológica que puede provocar anemia, neutropenia o trombocitopenia.

## Mecanismo de acción
Actúa como un inhibidor de la enzima poli ADP ribosa polimerasa, por lo que pertenece al grupo de fármacos llamados inhibidores de PARP. Las PARP  son enzimas necesarias  para reparar las roturas monocatenarias del ADN. 
Las mutaciones BRCA1 y BRCA2 predisponen a los individuos que las presentan a determinadas formas de cáncer. Los tumores malignos que se presentan en las personas afectas por estas mutaciones son sensibles a la acción del olaparib, el cual se une al sitio activo de la poli ADP ribosa polimerasa y evita su disociación, por lo que la enzima no puede realiza su acción reparadora del ADN, provocando la muerte de las células malignas.
En las células de las personas en las que los genes BRCA1 Y BRCA2 son normales, la reparación del ADN puede realizarse por recombinación homóloga (RRH), sin embargo este mecanismo de reparación no es posible en  las  células  cancerígenas  sin  genes  BRCA1  o BRCA2  funcionales, por lo que son sensibles a la inhibición de PARP por olaparib. La recombinación homóloga consiste en el intercambio de las secuencias de nucleótidos entre dos moléculas similares o idénticas de ADN. Es el procedimiento más usado por las células para reparar las roturas nocivas que se producen en ambas hebras de ADN, conocidas como rupturas de doble hebra.